# Vlag van Kubaard

Vlag van Kubaard

De vlag van Kubaard is de dorpsvlag van het Nederlandse dorp Kubaard, in de Friese gemeente Súdwest-Fryslân. De vlag werd in 1999 aangenomen en in 2001 geregistreerd. Het ontwerp van de vlag is van de hand van J.C. Terluin en R.J. Broersma.

## Beschrijving
De beschrijving van de vlag is als volgt:
Neerwaarts geschuind van groen en rood, met over alles heen een gele broekingsschuinbaan met een dikte van 3/10 vlaghoogte en in het rood een witte roos van 2/5 vlaghoogte.
De kleuren zijn afkomstig van het dorpswapen.

## Symboliek
- Gele schuinbaan: staat voor de Slachtedijk.[3]
- Groen veld: beeldt het grasland rond het dorp uit.[3]

Roos: verwijst naar de poëzie van dichteres Petronella Moens, afkomstig uit Kubaard.
- Rood veld: symboliseert de liefde voor taal.[3]